# Bruiu, Sibiu
Bruiu (în germană Braller, în maghiară Brulya, Brullya, Braller, Broller) este satul de reședință al comunei cu același nume din județul Sibiu, Transilvania, România. Denumiri alternative: Broller, Burutia.

## Istoric
Anul primei atestări scrise: 1337, în "Mathias de Brunwiler de III annis solvit VIII banales antiquos".

## Turism
- Biserica fortificată din Bruiu

## Imagini

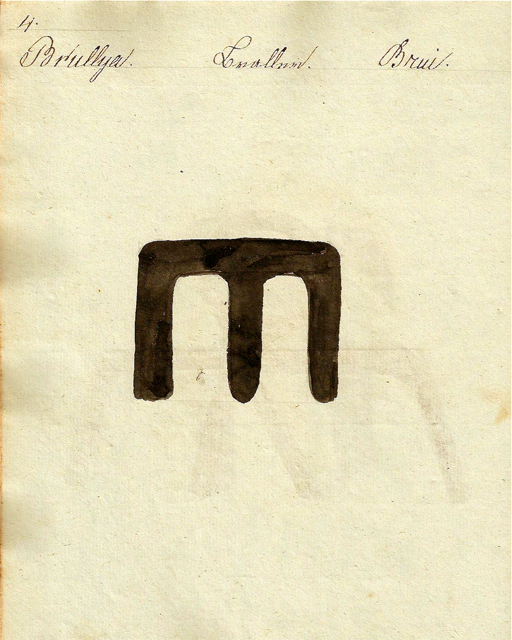
1826 - Danga pentru vite